# Nagari Pakan Sinayan
Nagari Pakan Sinayan is een bestuurslaag in het regentschap Agam van de provincie West-Sumatra, Indonesië. Nagari Pakan Sinayan telt 4657 inwoners (volkstelling 2010).